# Kogelvingergekko's
Kogelvingergekko's (Sphaerodactylus) zijn een geslacht van hagedissen die behoren tot de gekko's en de familie Sphaerodactylidae.

## Naam en indeling
De wetenschappelijke naam van de groep werd voor het eerst voorgesteld door Johann Georg Wagler in 1830. Er zijn 107 soorten, inclusief twee soorten die pas bekend zijn bij de wetenschap sinds 2013.
De geslachtsnaam Sphaerodactylus betekent vrij vertaald 'balvinger' en slaat op de bolvormige uiteinden van de vingers en tenen.

## Uiterlijke kenmerken
Veel soorten hebben een onopvallende bruine tot grijze lichaamskleur maar er zijn ook soorten met bonte kleuren zoals rood, geel en blauw. De meeste kogelvingergekko's zijn opmerkelijk klein. Twee soorten (Sphaerodactylus ariasae en Sphaerodactylus parthenopion) meten zelfs maar 1,6 cm snuit-cloaca lengte, en zijn daarmee de kleinst bekende reptielen op aarde.

## Verspreiding en habitat
De gekko's komen voor in delen van het Caribisch Gebied en leven in de landen en deelgebieden Dominicaanse Republiek, Haïti, Antillen, Puerto Rico, Jamaica, Bahama's, Amerikaanse Maagdeneilanden, Britse Maagdeneilanden, Cuba, Nicaragua, Panama, Colombia, Mexico, Costa Rica, Guatemala, Honduras, El Salvador, Belize, Antigua, Barbuda, Turks- en Caicoseilanden, Guyana, Venezuela, Isla Margarita, Trinidad, Tobago en de Kaaimaneilanden. Verschillende soorten zijn geïntroduceerd in de Verenigde Staten in de staat Florida.
De habitat bestaat uit droge tropische en subtropische bossen, vochtige tropische en subtropische laaglandbossen, droge en vochtige tropische en subtropische scrublands en rotsige omgevingen. Ook in door de mens aangepaste streken zoals plantages, landelijke tuinen, stedelijke gebieden en aangetaste bossen kunnen de hagedissen worden gevonden.

## Beschermingsstatus
Door de internationale natuurbeschermingsorganisatie IUCN is aan 100 soorten een beschermingsstatus toegewezen. Veertig soorten worden beschouwd als 'veilig' (Least Concern of LC), zes als 'onzeker' (Data Deficient of DD), drie als 'kwetsbaar' (Vulnerable of VU) en negen als 'gevoelig' (Near Threatened of NT). Verder worden 32 soorten gezien als 'bedreigd' (Endangered of EN) en tien soorten staan te boek als 'ernstig bedreigd' (Critically Endangered of CR).

## Soorten

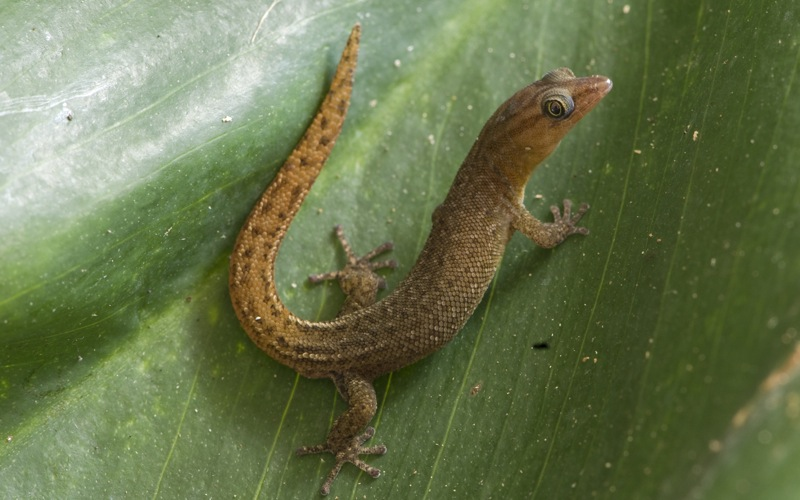
Sphaerodactylus sabanus, Nederlandse Antillen.

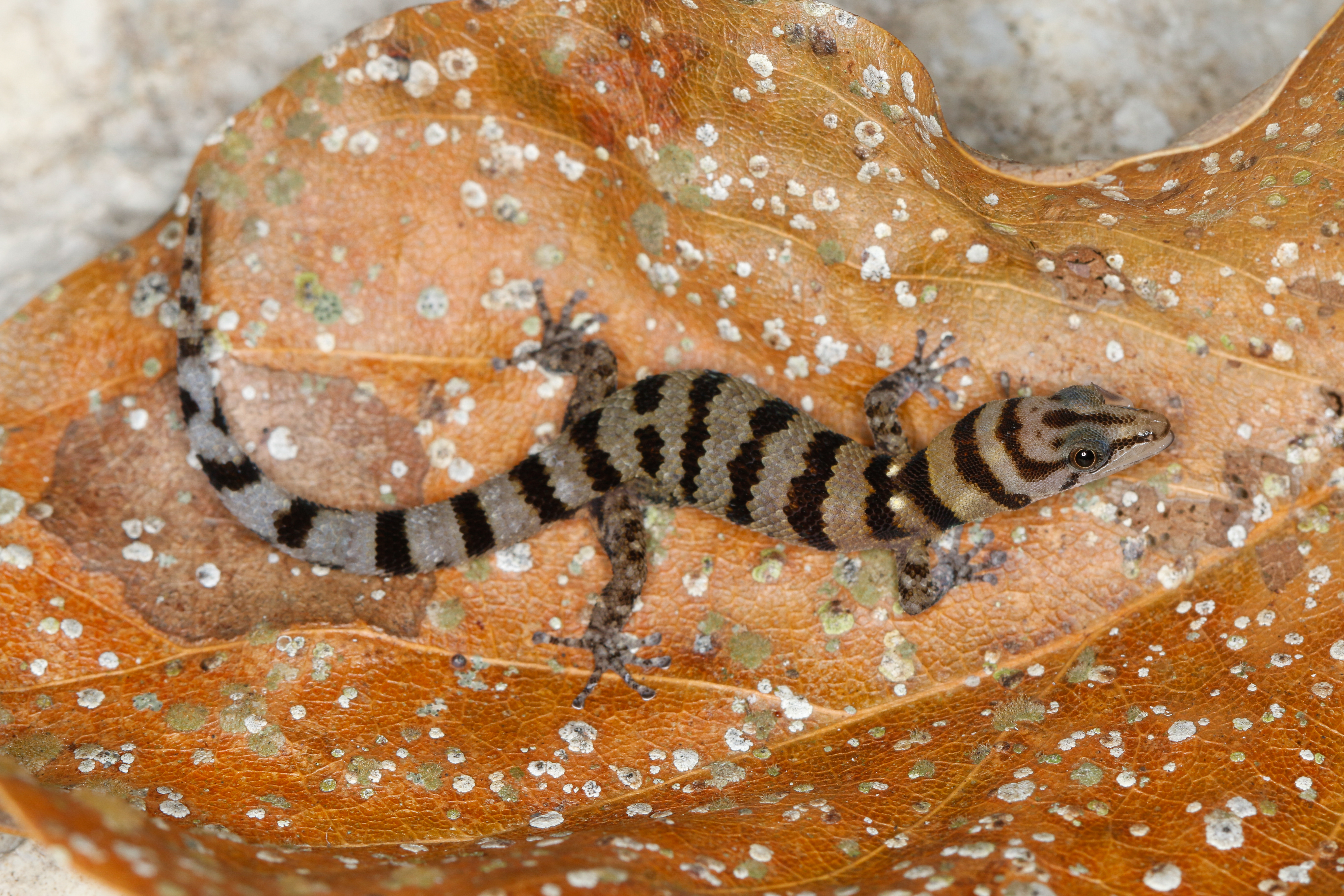
Sphaerodactylus samanensis, Dominicaanse Republiek.

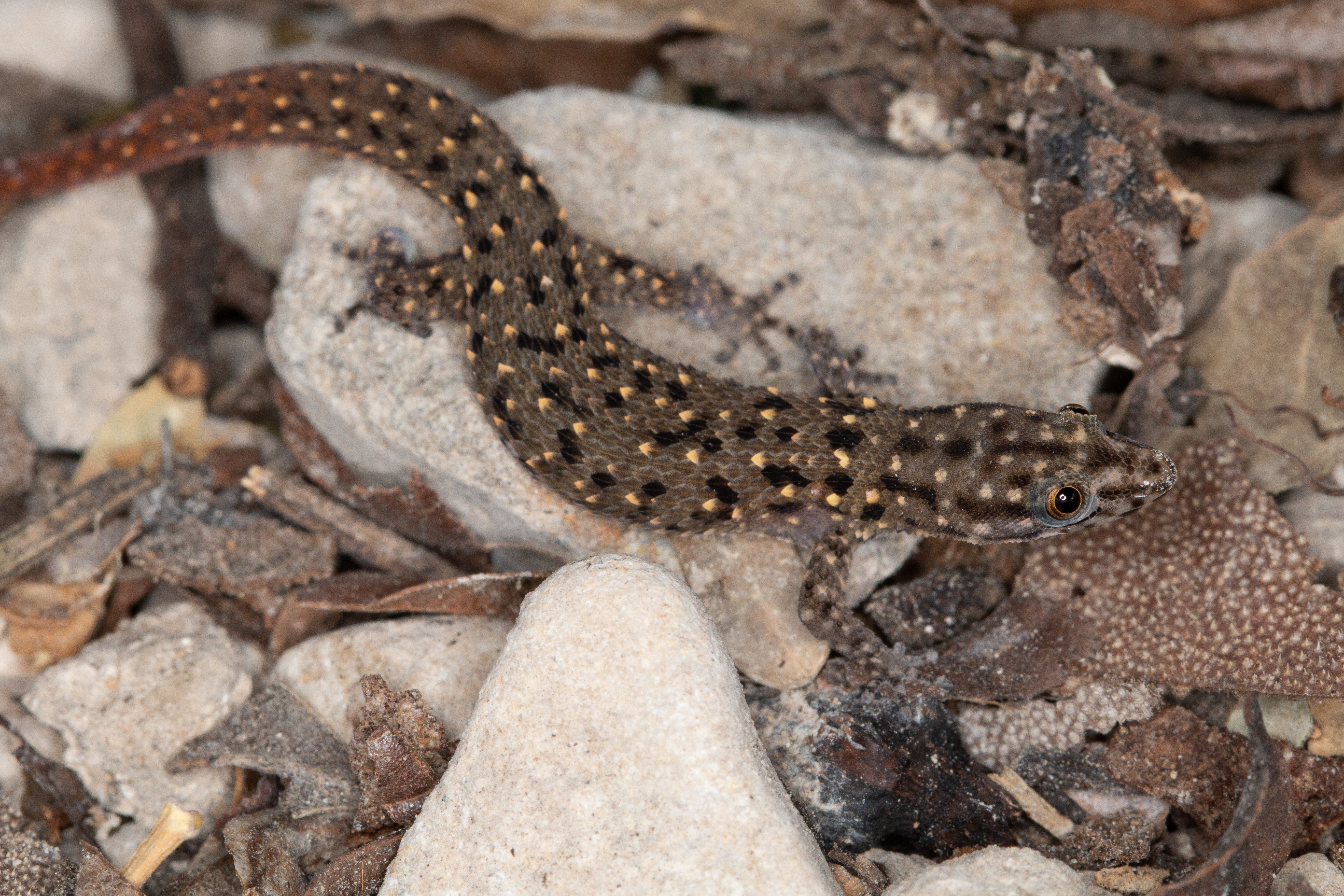
Sphaerodactylus schuberti

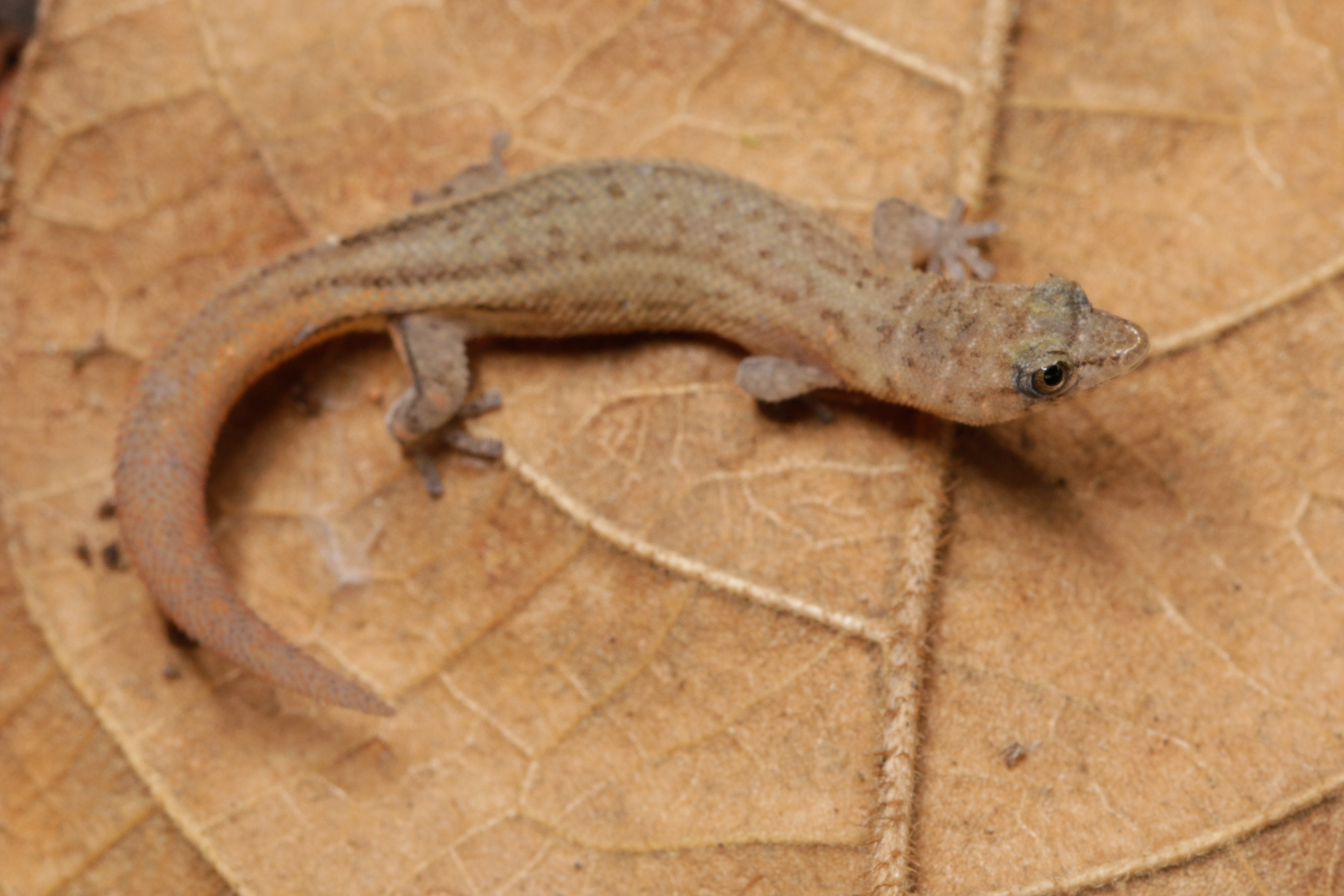
Sphaerodactylus arisae

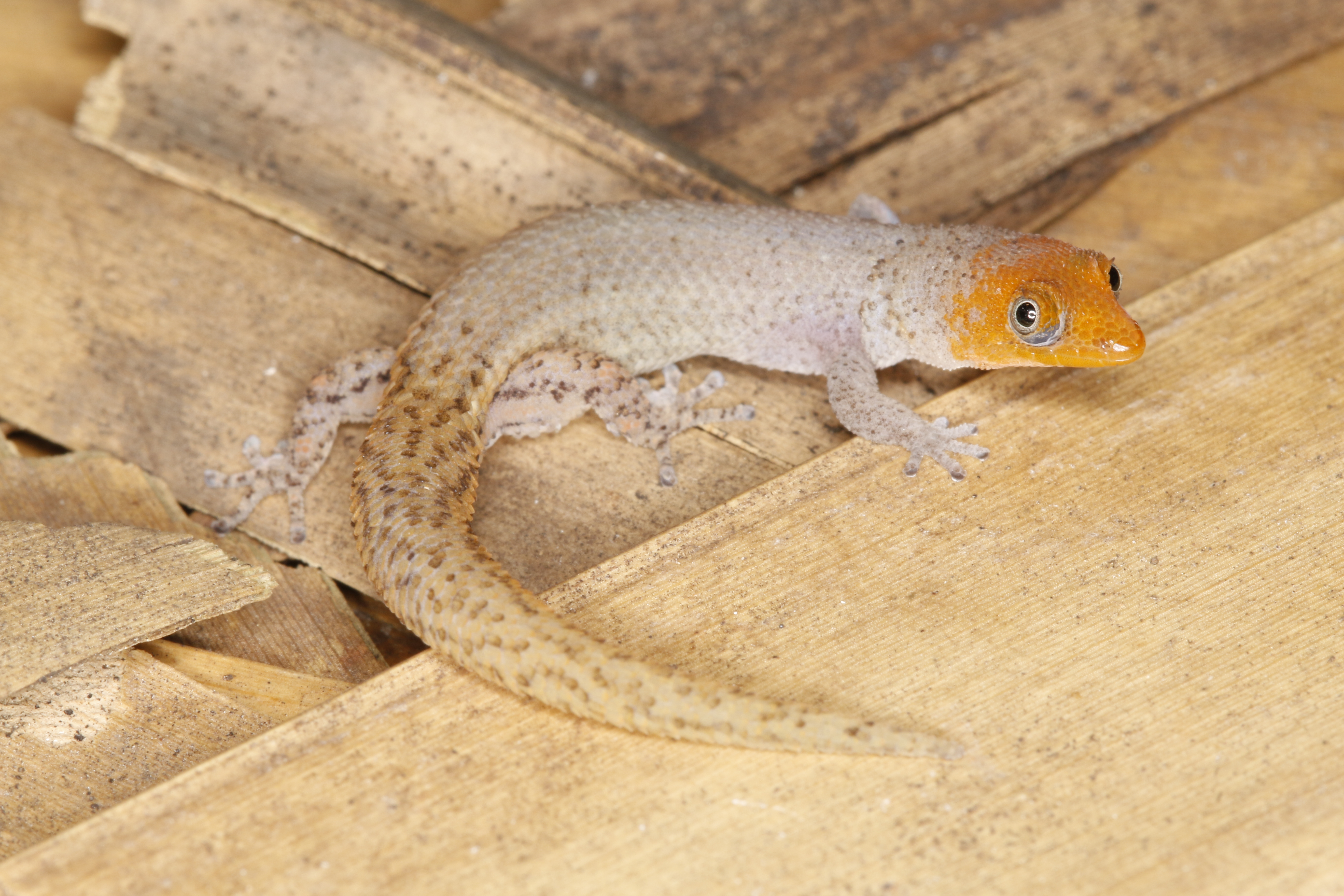
Sphaerodactylus plummeri, Puerto Rico.

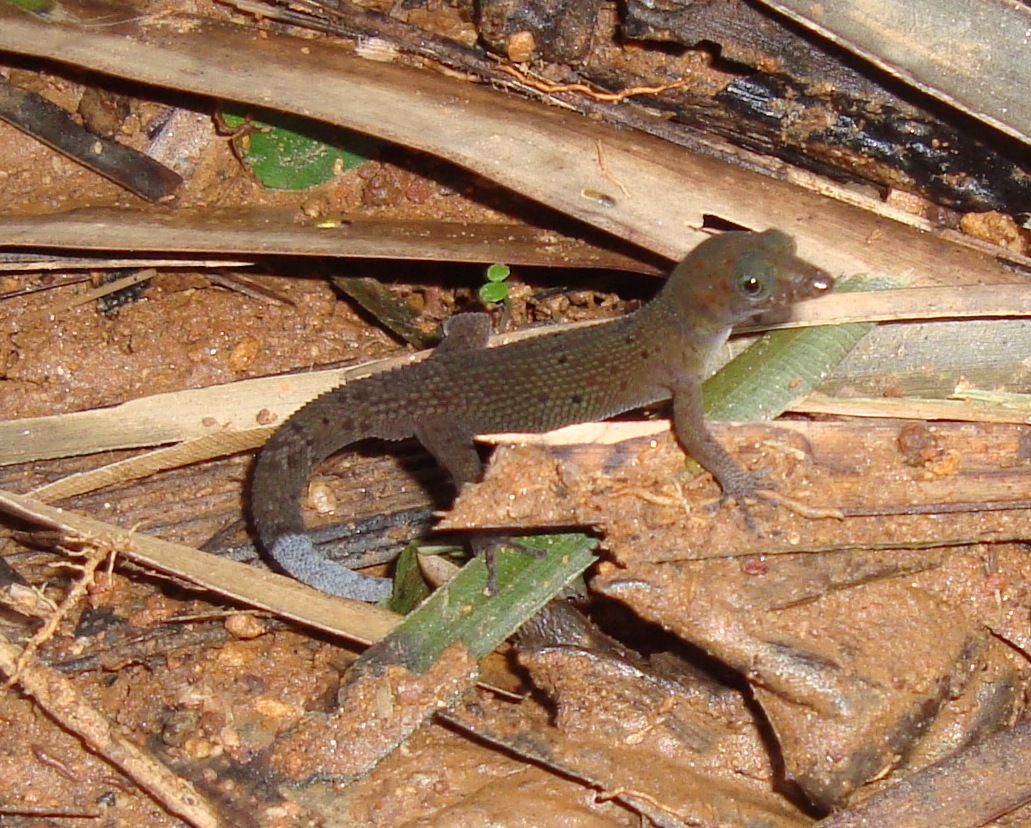
Sphaerodactylus rosaurae, Honduras.

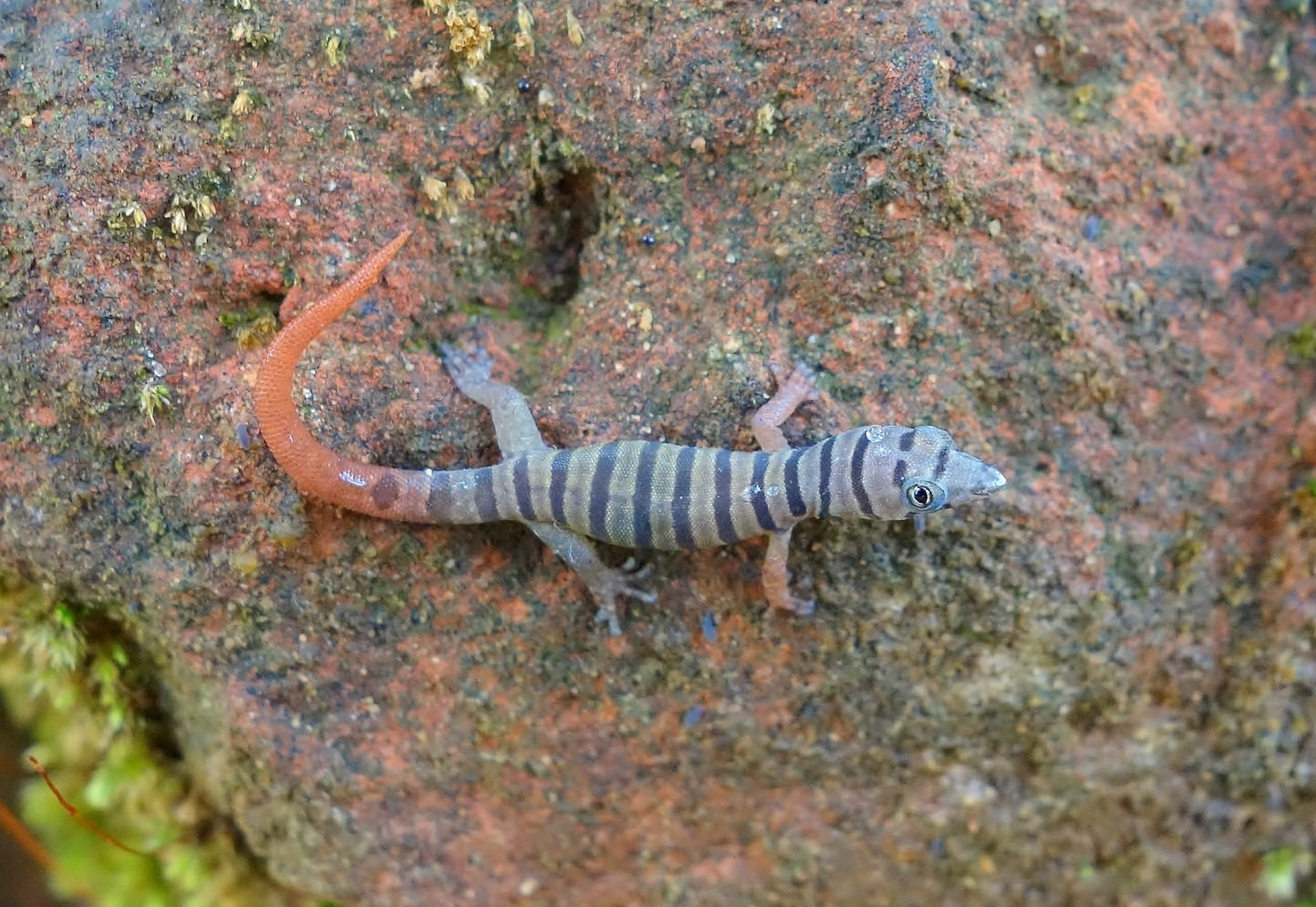
Sphaerodactylus elegans, Cuba.

Het geslacht omvat de volgende soorten, met de auteur en het verspreidingsgebied.
| Naam                                                  | Auteur                           | Verspreidingsgebied |
| ----------------------------------------------------- | -------------------------------- | --- |
| Sphaerodactylus alphus                                | McCranie & Hedges, 2013          | Honduras |
| Sphaerodactylus altavelensis                          | Noble & Hassler, 1933            | Dominicaanse Republiek, Haïti |
| Sphaerodactylus argivus                               | Garman, 1888                     | Antillen, Kaaimaneilanden |
| Antilliaanse kogelvingergekko (Sphaerodactylus argus) | Gosse, 1850                      | Antillen, Jamaica, Cuba, Bahama's, Nicaragua, Panama, Colombia, geïntroduceerd in de Verenigde Staten (Florida) en Mexico (Yucatán), mogelijk in Costa Rica |
| Sphaerodactylus ariasae                               | Hedges & Thomas, 2001            | Hispaniola |
| Sphaerodactylus armasi                                | Schwartz & Garrido, 1974         | Cuba |
| Sphaerodactylus armstrongi                            | Noble & Hassler, 1933            | Dominicaanse Republiek, Haïti |
| Sphaerodactylus asterulus                             | Schwartz & Graham, 1980          | Haïti |
| Sphaerodactylus beattyi                               | Grant, 1937                      | Amerikaanse Maagdeneilanden |
| Sphaerodactylus becki                                 | Schmidt, 1919                    | Navassa |
| Sphaerodactylus bromeliarum                           | Peters & Schwartz, 1977          | Cuba |
| Sphaerodactylus caicosensis                           | Cochran, 1934                    | Bahama's |
| Sphaerodactylus callocricus                           | Schwartz, 1976                   | Hispaniola |
| Sphaerodactylus celicara                              | Garrido & Schwartz, 1982         | Cuba |
| Grijze kogelvingergekko (Sphaerodactylus cinereus)    | Wagler, 1830                     | Antillen, Haïti, geïntroduceerd in de Verenigde Staten (Florida)                                                                                            |
| Sphaerodactylus clenchi                               | Shreve, 1968                     | Dominicaanse Republiek |
| Sphaerodactylus cochranae                             | Ruibal, 1946                     | Dominicaanse Republiek |
| Sphaerodactylus continentalis                         | Werner, 1896                     | Honduras, Mexico |
| Sphaerodactylus copei                                 | Steindachner, 1867               | Hispaniola, Bahama's |
| Sphaerodactylus corticola                             | Garman, 1888                     | Bahama's |
| Sphaerodactylus cricoderus                            | Thomas, Hedges & Garrido, 1992   | Cuba |
| Sphaerodactylus cryphius                              | Thomas & Schwartz, 1977          | Hispaniola |
| Sphaerodactylus dacnicolor                            | Barbour, 1910                    | Jamaica |
| Sphaerodactylus darlingtoni                           | Shreve, 1968                     | Hispaniola |
| Sphaerodactylus difficilis                            | Barbour, 1914                    | Hispaniola |
| Sphaerodactylus dimorphicus                           | Fong & Diaz, 2004                | Cuba |
| Sphaerodactylus docimus                               | Schwartz & Garrido, 1985         | Cuba |
| Sphaerodactylus dunni                                 | Schmidt 1936                     | Honduras |
| Sphaerodactylus elasmorhynchus                        | Thomas, 1966                     | Haïti |
| Sphaerodactylus elegans                               | Macleay, 1834                    | Cuba, Haïti, geïntroduceerd in de Verenigde Staten (Florida)                                                                                                |
| Sphaerodactylus elegantulus                           | Barbour, 1917                    | Antillen, Antigua, Barbuda |
| Sphaerodactylus epiurus                               | Thomas & Hedges, 1993            | Dominicaanse Republiek |
| Sphaerodactylus exsul                                 | Barbour, 1914                    | Honduras |
| Sphaerodactylus fantasticus                           | Duméril & Bibron, 1836           | Kleine Antillen |
| Sphaerodactylus gaigeae                               | Grant, 1932                      | Puerto Rico |
| Sphaerodactylus gilvitorques                          | Cope, 1862                       | Jamaica |
| Sphaerodactylus glaucus                               | Cope, 1866                       | Mexico, Guatemala, Honduras, El Salvador, Belize |
| Sphaerodactylus goniorhynchus                         | Cope, 1895                       | Antillen, Jamaica |
| Sphaerodactylus grandisquamis                         | Stejneger, 1904                  | Puerto Rico |
| Sphaerodactylus graptolaemus                          | Harris & Kluge, 1984             | Costa Rica, Panama |
| Sphaerodactylus guanajae                              | McCranie & Hedges, 2012          | Honduras |
| Sphaerodactylus heliconiae                            | Harris, 1982                     | Colombia |
| Sphaerodactylus homolepis                             | Cope, 1886                       | Nicaragua, Costa Rica, Panama, Colombia |
| Sphaerodactylus inaguae                               | Noble & Klingel, 1932            | Bahama's |
| Sphaerodactylus inigoi                                | Thomas & Schwartz, 1966          | Puerto Rico |
| Sphaerodactylus intermedius                           | Barbour & Ramsden, 1919          | Cuba |
| Sphaerodactylus kirbyi                                | Lazell, 1994                     | Kleine Antillen |
| Sphaerodactylus klauberi                              | Grant, 1931                      | Puerto Rico |
| Sphaerodactylus ladae                                 | Thomas & Hedges, 1988            | Dominicaanse Republiek |
| Sphaerodactylus lazelli                               | Shreve, 1968                     | Haïti |
| Sphaerodactylus leonardovaldesi                       | McCranie & Hedges, 2012          | Honduras |
| Sphaerodactylus leucaster                             | Schwartz, 1973                   | Dominicaanse Republiek |
| Sphaerodactylus levinsi                               | Heatwole, 1968                   | Puerto Rico |
| Sphaerodactylus lineolatus                            | Lichtenstein & Von Martens, 1856 | Panama, Colombia |
| Sphaerodactylus macrolepis                            | Günther, 1859                    | Puerto Rico |
| Sphaerodactylus mariguanae                            | Cochran, 1934                    | Antillen, Bahama's, Turks- en Caicoseilanden |
| Sphaerodactylus microlepis                            | Reinhardt & Lütken, 1862         | Kleine Antillen |
| Sphaerodactylus micropithecus                         | Schwartz, 1977                   | Puerto Rico |
| Sphaerodactylus millepunctatus                        | Hallowell, 1861                  | Guatemala, Belize, Nicaragua, Honduras, Costa Rica, Mexico                                                                                                  |
| Sphaerodactylus molei                                 | Boettger, 1894                   | Antillen, Guyana, Venezuela, Isla Margarita, Trinidad, Tobago                                                                                               |
| Sphaerodactylus monensis                              | Meerwarth, 1901                  | Antillen |
| Sphaerodactylus nicholsi                              | Grant, 1931                      | Puerto Rico |
| Sphaerodactylus nigropunctatus                        | Gray, 1845                       | Bahama's, Cuba, Antillen |
| Sphaerodactylus notatus                               | Baird, 1859                      | Bahama's, Cuba, geïntroduceerd in de Verenigde Staten (Florida)                                                                                             |
| Sphaerodactylus nycteropus                            | Thomas & Schwartz, 1977          | Haïti |
| Sphaerodactylus ocoae                                 | Schwartz & Thomas, 1977          | Dominicaanse Republiek |
| Sphaerodactylus oliveri                               | Grant, 1944                      | Cuba |
| Sphaerodactylus omoglaux                              | Thomas, 1982                     | Haïti |
| Sphaerodactylus oxyrhinus                             | Gosse, 1850                      | Jamaica |
| Sphaerodactylus pacificus                             | Stejneger, 1903                  | Costa Rica |
| Sphaerodactylus parkeri                               | Grant, 1939                      | Antillen, Jamaica |
| Sphaerodactylus parthenopion                          | Thomas, 1965                     | Britse Maagdeneilanden |
| Sphaerodactylus parvus                                | King, 1962                       | Kleine Antillen |
| Sphaerodactylus perissodactylius                      | Thomas & Hedges, 1988            | Dominicaanse Republiek |
| Sphaerodactylus phyzacinus                            | Thomas, 1964                     | Îles des Saintes |
| Sphaerodactylus pimienta                              | Thomas, Hedges & Garrido, 1998   | Cuba |
| Sphaerodactylus plummeri                              | Thomas & Hedges, 1992            | Hispaniola |
| Sphaerodactylus poindexteri                           | McCranie & Hedges, 2013          | Honduras |
| Sphaerodactylus ramsdeni                              | Ruibal, 1959                     | Cuba |
| Sphaerodactylus randi                                 | Shreve, 1968                     | Dominicaanse Republiek |
| Sphaerodactylus rhabdotus                             | Schwartz, 1970                   | Dominicaanse Republiek |
| Sphaerodactylus richardi                              | Hedges & Garrido, 1993           | Cuba |
| Sphaerodactylus richardsonii                          | Gray, 1845                       | Antillen, Jamaica |
| Sphaerodactylus roosevelti                            | Grant, 1931                      | Puerto Rico |
| Sphaerodactylus rosaurae                              | Parker, 1940                     | Honduras |
| Sphaerodactylus ruibali                               | Grant, 1959                      | Antillen, Cuba |
| Sphaerodactylus sabanus                               | Cochran, 1938                    | Antillen |
| Sphaerodactylus samanensis                            | Cochran, 1932                    | Dominicaanse Republiek |
| Sphaerodactylus savagei                               | Shreve, 1968                     | Dominicaanse Republiek |
| Sphaerodactylus scaber                                | Barbour & Ramsden, 1919          | Cuba |
| Sphaerodactylus scapularis                            | Boulenger, 1902                  | Ecuador, Colombia |
| Sphaerodactylus schuberti                             | Thomas & Hedges, 1998            | Dominicaanse Republiek |
| Sphaerodactylus schwartzi                             | Thomas, Hedges & Garrido, 1992   | Cuba |
| Sphaerodactylus semasiops                             | Thomas, 1975                     | Jamaica |
| Sphaerodactylus shrevei                               | Lazell, 1961                     | Haïti |
| Sphaerodactylus siboney                               | Fong & Diaz, 2004                | Cuba |
| Sphaerodactylus sommeri                               | Graham, 1981                     | Haïti |
| Sphaerodactylus sputator                              | Sparrman, 1784                   | Antillen |
| Sphaerodactylus storeyae                              | Grant, 1944                      | Cuba |
| Sphaerodactylus streptophorus                         | Thomas & Schwartz, 1977          | Hispaniola |
| Sphaerodactylus thompsoni                             | Schwartz & Franz, 1976           | Hispaniola |
| Sphaerodactylus torrei                                | Barbour, 1914                    | Cuba |
| Sphaerodactylus townsendi                             | Grant, 1931                      | Puerto Rico |
| Sphaerodactylus underwoodi                            | Schwartz, 1968                   | Turks- en Caicoseilanden |
| Sphaerodactylus vincenti                              | Boulenger, 1891                  | Antillen |
| Sphaerodactylus williamsi                             | Thomas & Schwartz, 1983          | Haïti |
| Sphaerodactylus zygaena                               | Schwartz & Thomas, 1977          | Haïti |